# Padang Ratu (Buay Pematang Ribu Ranau Tengah)
Padang Ratu is een bestuurslaag in het regentschap Ogan Komering Ulu Selatan van de provincie Zuid-Sumatra, Indonesië. Padang Ratu telt 454 inwoners (volkstelling 2010).